# John Sinclair (músico)
John Sinclair (Wembley, 12 de abril de 1952) es un tecladista británico, reconocido por su trabajo con bandas y artistas como The Babys, Heavy Metal Kids, Savoy Brown, Cozy Powell, The Cult, Uriah Heep y Ozzy Osbourne. También participó en el disco This Is Spinal Tap, de la banda de hard rock Spinal Tap.

## Discografía

### Con The Babys
- Head First

### Con Black Sabbath
- Under Wheels Of Confusion 1970-1987

### Con The Cult
- Pure Cult

### Con Dunmore
- Dunmore

### Con Richard Grieco
- Waiting For The Sky To Fall

### Con Heavy Metal Kids
- Kitsch
- Chelsea Kids
- Dangerous Attraction
- Running All Night
- Trouble In Angel City Lion
- Down To Earth

### Con Ozzy Osbourne
- The Ultimate Sin (1986)
- No Rest for the Wicked (1988)
- No More Tears (1991)
- Live & Loud (1993)
- Live at Budokan (2002)

### Con Cozy Powell
- The Drums Are Back

### Con Savoy Brown
- Rock 'N' Roll Warriors
- Raw Live 'N Blue

### Con Shy
- Brave The Storm

### Con Spinal Tap
- This Is Spinal Tap

### Con Uriah Heep
- Abominog (1982)
- Head First (1983)
- Equator (1985)